# Shiseido

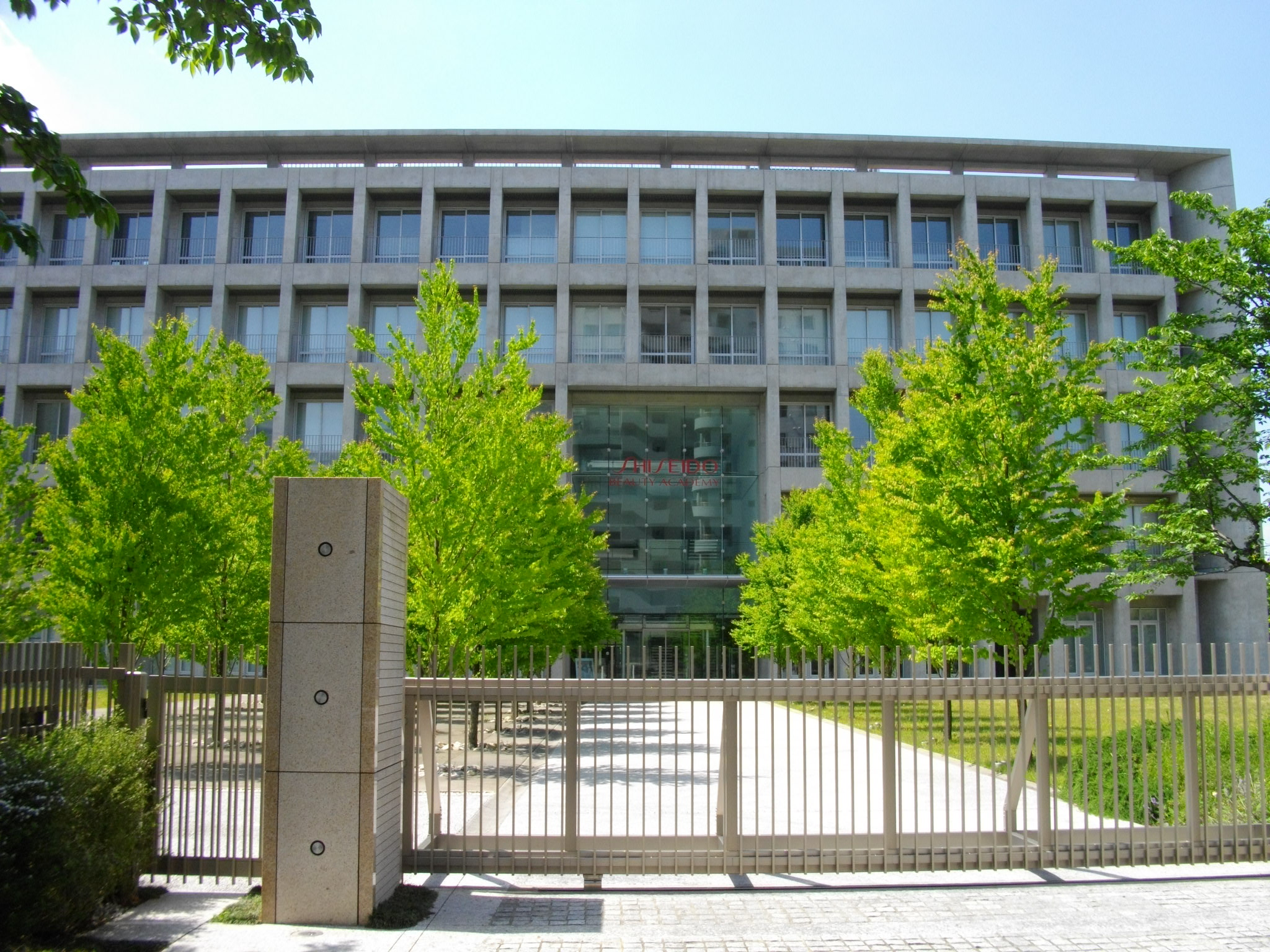
Akademia Piękna Shiseidō

Kabushiki-gaisha Shiseidō (jap. 株式会社資生堂) – japońskie przedsiębiorstwo kosmetyczne, którego nazwa pochodzi z chińskiej „Księgi przemian” (Yijing): „Chwalcie walory Ziemi, która karmi nowe życie i przynosi wielkie wartości”. Kwiat kamelii stanowi logo przedsiębiorstwa.

## Historia
Przedsiębiorstwo zostało założone w 1872 roku w tokijskiej dzielnicy Ginza jako pierwsza apteka w stylu zachodnim. Jej założyciel, Arinobu Fukuhara, był naczelnym farmaceutą w szpitalu marynarki wojennej. Stworzył Shiseidō, gdyż był niezadowolony z leków niskiej jakości dostępnych na rynku oraz uważał, że dystrybucja farmaceutyków powinna zostać oddzielona od praktyki lekarskiej. Arinobu Fukuhara miał wówczas 23 lata.
W 1897 roku Shiseidō wprowadza na rynek pierwszy produkt kosmetyczny o nazwie Eudermina, który był nazywany ‘Czerwoną wodą Shiseidō’ ze względu na swój kolor miał zapobiegać przesuszeniu skóry.
W 1902 roku – zainspirowany doświadczeniami po podróży po Europie (zwiedził m.in. Paris Expo w 1900 r.) i Stanach Zjednoczonych – Fukuhara rozpoczął w aptece sprzedaż wody sodowej z saturatora i lodów, rzadkości w Japonii, które szybko zdobyły popularność. Szklanki, syropy i łyżeczki były importowane z Ameryki. Był to początek Shiseidō Parlour, która w 1928 roku stała się pełnoprawną restauracją serwującą dania Zachodu. Klientami w tamtym czasie były m.in. gejsze z pobliskiego rejonu w dzielnicy Shinbashi. Za każde zamówienie otrzymywały w prezencie buteleczkę toniku pielęgnacyjnego „Eudermine”.
W 1916 roku rozdzielono pion kosmetyczny od farmaceutycznego. Otwarto odrębny sklep w sąsiednim budynku. Nad sklepem powstało laboratorium i biuro projektowe. Kwiat kamelii (hanatsubaki) stał się znakiem firmowym, a w 1917 roku rozpoczęto produkcję pierwszych perfum stworzonych przez Japończyków, także o nazwie „Hanatsubaki”.
W roku 1917 przedsiębiorstwo wprowadza na rynek puder o nazwie „Seven Color Face Powder” inspirowany stylistyką art déco w ośmiokątnym opakowaniu. Był to pierwszy w Japonii produkt, który umożliwiał kobietom dostosowanie pudru do naturalnej tonacji ich skóry, zamiast jej pobielania.
Shiseidō lansuje pierwszy zapach stworzony przez japońskiego „Nosa” o nazwie ‘Hanatsubaki’. Łączący w sobie nuty japońskich kwiatów, kamelii, śliwy oraz glicynii, zapach umieszczony został w oryginalnym flakonie z wysokiej jakości ciętego szkła.
W 1919 roku Shiseidō otwiera swoją Galerię, która dziś jest najstarszą istniejąca galerią sztuki w Japonii.
W 1924 roku przedsiębiorstwo zaczęło wydawać miesięcznik „Shiseidō Geppō”, pierwszy magazyn informacyjny w przemyśle kosmetycznym. Był on rozprowadzany w całym kraju poprzez sklepy Shiseidō. W pierwszym wydaniu zamieszczone m.in. artykuły o charakterze porad na temat zachowania zdrowia i młodości oraz sposobu nalewania kawy. W dalszych wydaniach prezentowano także najnowsze trendy mody paryskiej czy uczesań. Wydawnictwo pomogło stworzyć image przedsiębiorstwa wysokiej klasy. W 1933 roku nazwę magazynu zmieniono na „Shiseidō Graph”, a w 1937 roku na „Hanatsubaki” – „Kwiat Kamelii”.
W 1927 roku Shiseidō zmieniło status prawny ze spółki z ograniczoną odpowiedzialnością na spółkę akcyjną. Wtedy też jej prezydentem został Shinzō Fukuhara.
W 1931 roku Shiseidō rozpoczyna eksport Rose Cosmetics do krajów południowo-wschodniej Azji, tym samym staje się przedsiębiorstwem w pełni międzynarodowym.
W roku 1959 w Japonii powstaje Akademia Piękna Shiseidō.
W 1962 roku dokonano pierwszej inwestycji za granicą – na Hawajach. W 1963 roku rozpoczęto sprzedaż we Włoszech, a na początku lat 70. w Singapurze i Tajlandii, następnie kolejno rozszerzając swoją działalność na kilkadziesiąt krajów.
W 1977 roku przedsiębiorstwo sponsoruje pokaz mody „Paris Six” zapraszając do Japonii sześciu francuskich projektantów aby zaprezentowali swoje kolekcje. To wydarzenie przykuwa uwagę branży w Paryżu do Shiseidō jako marki wykorzystującej nowe technologie do tworzenia wysokiej jakości kosmetyków. Shiseidō odpowiada za przygotowanie fryzur oraz makijażu do paryskiej kolekcji.
W 1980 roku Shiseidō rozpoczyna współpracę z francuskim artystą Serge’m Lutens, który obejmuje stanowisko dyrektora kreatywnego marki. Serge Lutens odpowiada nie tylko za kampanie wizerunkowe marki, ale również współtworzy gamy kolorystyczne produktów. Serge Lutens odegrał kluczową rolę w strategii budowania tożsamości Shiseidō jako marki prestiżowej o międzynarodowej sławie.